# Hrvatske zemlje pod osmanskom vlašću
Osmanska vladavina na području današnje Hrvatske označava razdoblje hrvatske povijesti u kojem su se dijelovi današnjeg državnog područja Hrvatske nalazili pod vlašću Osmanskog Carstva. Već potkraj 14. stoljeća bili su Hrvati suočeni s golemom opasnošću i ne sluteći tada da će ona za njih imati tragične posljedice. Naglo širenje Osmanskog Carstva na Balkanskom poluotoku, ne samo da je ugrožavalo njihov opstanak, nego je vodilo potpunom uništenju i brisanju Hrvata s etničke i političke karte ondašnje Europe. Pod sve jačim pritiskom i naletima osmanske vojske, iscrpljena i osiromašena Hrvatska je potkraj 16. stoljeća svedena na ostatke ostataka ("reliquiae reliquiarum"). Izgubila je dvije trećine svoga prostora i više od polovice stanovništva. Glad i neimaština njezina su životna stvarnost, a ratovanje protiv Osmanskog Carstva postaje zanimanje većine stanovnika.

## Osmanlijska opasnost i agresija
Godine 1433. kralj Žigmund je shvatio da je velika opasnost zaprijetila njegovim kraljevinama i od Osmanlija i od Mlečana. Zato je Hrvatsko-Ugarsko Kraljevstvo podijelio u sedam obrambenih tabora - područja, od toga je Hrvatsko Kraljevstvo obuhvaćalo tri. Prvo, hrvatsko, koji je trebalo braniti Hrvatsku i Dalmaciju, drugo, slavonsko, prema rijeci Uni i treće, usorsko, za obranu sjeverne Bosne i Podunavlja. Bio je to začetak organizirane obrane prostora, koji će se u kasnijim stoljećima razviti kao Vojna krajina, granica ("Militärgrenze").
Od 1458. do 1490. Hrvatskom i Ugarskom vlada kralj Matijaš Korvin koji je sklopio s bosanskim kraljevima savez protiv Osmanlija, a podržala ga je i Sveta Stolica. Međutim, ljeti 1463. sultan Mehmed II. prodre u Bosnu, a kako joj Matijaš nije mogao tada pomoći, Bosna je šaptom, tj. bez otpora pala. Već u jesen kralj Matijaš prodro je do Jajca, oslobodio nekoliko gradova. Opet je obnovio obrambeni sustav, tzv. banovine, Jajačku uz rijeku Vrbas i Srebrničku u istočnoj Bosni. U dolini Neretve Hrvatsku je branila utvrda Počitelj. Budući da su Osmanlije već 1393. osvojile Bugarsku, 1453. zauzele Carigrad, 1459. Srbiju, na redu su tada bile Hercegovina, Hrvatska i Ugarska.

## Stogodišnji hrvatsko-turski rat
U drugoj polovici 15. stoljeća nastavljaju se stalni napadaji Osmanlija iz okupirane Bosne prema Hrvatskoj. Njih, zapravo, vode pretežito domaći, islamizirani begovi od kojih su mnogi donedavno bili katolicima. Bio je to stalni mali rat na granici koga vode Turska i Hrvatska. Tako su već 1465. oni osvojili Blagaj na Sani, nekoć grad hrvatskih velikaša Babonića i sjedište hercega Hrvoja Vukčića Hrvatinića. Godine 1471. zauzimaju Počitelj na Neretvi, a 1482. pada i Herceg-Novi, posljednji slobodni dio Hercegovine. Uzalud je Nikola Iločki, hrvatski velikaš imenovan za kralja Bosne (1471.), a kralj Matijaš Korvin 1480. prodro u Bosnu čak do Sarajeva. U tim teškim vremenima Hrvati su uspjeli 1491. pobijediti tursku vojsku koja se vraćala s pohoda u Kranjskoj. Ali sve je izgledalo izgubljeno kad je hrvatsko plemstvo 1493. teško potučeno u bitci na Krbavskom polju. Međutim, poraz Hrvata na Krbavi bio je najava i početak stogodišnjeg obrambenog rata u kome su Hrvati hrabro branili svaku stopu svoje zemlje. I dok su Osmanlije od 1453. do 1482. osvojili Carigrad, srušili Bizantsko Carstvo i pokorili brojne kraljevine, Hrvati su u stotinu godina izgubili samo pedesetak kilometara u dubini svoga prostora. Sačuvali su uski pojas svoje države koji su sami nazivali ostatcima ostataka nekoć snažnoga hrvatskog kraljevstva (reliquiae reliquiarum olim inclyti regni Croatiae).

## Hrvatska na braniku Srednje Europe
Hrvatski sabor se 1494. sastao u hrvatskom gradu Bihaću i zamolio njemačko-rimskog cara Maksimilijana I. i papu Aleksandra VI. za pomoć u obrani, jer će se, u protivnom morati Hrvati iseliti ili nagoditi s Turcima. Pomoć koja je stizala nije bila dovoljna. Ali, rat je nastavljen, osobito kad je hrvatskim banom postao Petar Berislavić. On je 1513. uz Papinu pomoć potukao tursku vojsku kod Dubice i tako dao nove nade. To je ponovio i 1518. kad je s vojskom prodro do hrvatskog Jajca i opskrbio ga živežom i streljivom. Isto je učinio i iduće godine, a 1519. je papa Lav X. dao Hrvatskoj častan naziv predziđa kršćanstva (Antemurale Christianitatis). Međutim, iduće godine je Berislavić, koga su nazivali ocem i braniteljem domovine, poginuo u turskoj zasjedi na Vražjoj gori (Plješivici).

## Osmanlijska osvajanja i poraz na Mohačkom polju (1526.)
Od 1521. do 1566. kad je vladao sultan Sulejman I. doživljavala su i Hrvatska i Ugarska najteže poraze u svojoj povijesti i redom gubile brojne gradove i pokrajine. Najprije je 1521. pao Beograd, tada ugarski grad, nazvan slikovito zlatnim ključem Ugarske a također i Hrvatske i Slavonije. Osmanlije zauzimaju Srijem, a njihove snage iz Bosne nadiru u Dalmaciju i osvajaju Knin, Sinj i Skradin.
Uzalud je 1522. knez Bernardin Frankopan Ozaljski u Nürnbergu molio pomoć od njemačkog državnog sabora, ona nije stizala. Godine 1525. njegov je sin Krsto Frankopan posljednji put spasio Jajce od pada u smionom pohodu kome se divila ondašnja Europa.
Poslije Hrvatske na red je došla Ugarska. Sultan Sulejman I. poveo je glavninu svoje vojske preko Vukovara i Osijeka na sjever. Sagradili su poznati most na Dravi (Sulejmanov most) i preko njega usmjerili svoje napadaje prema habsburškom Beču. Kralj Ludovik II. Jagelović slabo se pripremio za obranu, primio je samo pomoć iz Slavonije, a hrvatsku vojsku nije čekao, nego je ušao u boj i doživio 1526. strahoviti poraz kod Mohača na Dunavu. Poslije te katastrofe, koja je značila slom Jagelovića i preustrojstvo hrvatsko-ugarskog kraljevstva, Osmanlije su imale otvoren put prema Budimu i Beču. I Hrvati i Ugri su se nakon toga okrenuli svaki posebno za pomoć Europi. Prva na tom smjeru bila je habsburška Austrija iza koje je stajalo Njemačko Carstvo, također pod Karlom V. Habsburškim.

## Hrvati biraju Habsburgovce za svoje kraljeve (1527.)
Budući da je kod Mohača poginuo i posljednji Jagelović Ludovik II. - kralj Ugarske i Hrvatske, a da je Habsburgovcima već prije bila obećana ta kruna, i da su oni bila jedina realna snaga koja je mogla kako-tako organizirati obranu, prirodno je bilo da ih Hrvati izaberu za svoje vladare. Osim toga, Habsburgovci su već i prije pomagali u obrani Hrvatske jer je preko nje bio otvoren put prema osvajanju austrijskih nasljednih zemalja (Štajerske, Kranjske, Koruške).
Zbog svega toga Hrvati na Cetinskom saboru 1527. slobodnom voljom i nezavisno od Ugarske biraju za svoga kralja Ferdinanda I. Habsburgovca, ali pod uvjetom da pomogne obranu Hrvatske i postuje sve njene stare pravice i slobodu. Na taj način potvrđuju elemente svoje državnosti i status slobodnog kraljevstva. Međutim, dio slavonskog plemstva bira kao i dio ugarskog plemstva za svoga kralja erdeljskog vojvodu Ivana Zapolju. Zbog toga izbija građanski rat koji će potrajati sve do Zapoljine smrti 1540. godine. Za to vrijeme Osmanlije iz Bosne su stalno napadali i zauzeli 1528. Jajce kao prvu crtu obrane Hrvatske, a 1532. kreće glavnina vojske prema Beču. Zaustavio ih je kod Kisega u zapadnoj Ugarskoj Hrvat Nikola Jurišić. Godine 1536. pada Požega - glavni stup obrane Slavonije, a iduće godine i Klis - dotad neosvojiva tvrđava u obrani južne Hrvatske - Dalmacije.

## Položaj Hrvatske između osmanlijske agresije i mletačke okupacije
Hrvati su u Habsburškoj Monarhiji sačuvali svoju samoupravu, tj. Sabor kao predstavnika državno-pravne individualnosti hrvatskoga kraljevstva, bana na čelu vlade, ali su u stalnim ratovima izgubili veliki dio svoga povijesnog, nacionalnog teritorija, osobito u istočnoj Slavoniji i Podunavlju, južnu Dalmaciju, Liku, Krbavu i svoje bivše prijestolnice npr. Knin. Venecija je zaposjela gradove Split, Zadar, Šibenik i dr., pa je slobodan bio samo Dubrovnik, ali je i on 1526. morao priznati osmanlijsku vrhovnu vlast i plaćati godišnji danak. Hrvatska je tada, skupa s Ugarskom, bila branič srednje Europe, a jedan dio njenog teritorija na granici bio je izuzet iz banske vlasti i od njega uređene obrambeni kordon prema okupiranoj Bosni, nazvan Vojnom krajinom, ili granicom pod izravnom vojničkom upravom iz Graza i Beča. Na stotine tisuća Hrvata odveli su Turci i prodali kao roblje na Istoku, isto tako je velik broj Hrvata pobjegao u austrijske zemlje: u Ugarsku, Italiju, Češku, pa i danas tamo žive njihovi ostatci kao gradišćanski, mađarski, slovački, moravski, rumunjski i talijanski (moliški) Hrvati. Na njihova ognjišta su najprije Osmanlije, a zatim generali Vojne krajine naselili na tisuće neslavenskih Vlaha-stočara i mali broj Srba. Tako je Hrvatska izgubila i dijelove teritorija i vise od polovice svog žiteljstva.
S druge strane Kornelija Jurin Starčević na osnovu osmanskih popisa stanovništva zaključuje da od početka osmanskog osvajanja postoji kontinuirana prisutnost više ili manje brojnih skupina autohtonog katoličkog stanovništva u osvojenim dijelovima Dalmacije i Hrvatske te da tvrdnje dijela hrvatskih povjesničara o hrvatskim krajevima koji su nakon 1526. terrae desertae (napuštena zemlja) baš i nisu posve točni. Bivši dijelovi hrvatskog teritorija pripadali su tada trima velesilama toga doba: habsburškoj Austriji, zatim dio koji su zauzeli Osmanlije i obalni pojas na kom su gospodarili Mlečani. Dakle, hrvatski državni teritorij bio je pod: upravom Carigrada, Venecije i Beča koji je putem svojih generala upravljao Vojnom krajinom, ali je Hrvatskoj ipak priznavao status kraljevine.

## Nastavak stogodišnjeg rata - sigetska bitka (1566.)
Habsburgovci su skupili veliku vojsku i 1537. nastojali osloboditi Slavoniju, ali je njihov vojskovođa Ivan Katzianer teško potučen kod Gorjana. Osmanlije nastavljaju prodore i do 1552. osvajaju Moslavinu, Viroviticu, Čazmu i dolaze do najzapadnije točke, do rijeke Česme. Tu se granica stabilizirala. Hrvati podizu za obranu utvrdu Sisak, a na moru se u Senju utvrđuju uskoci koji su napustili Klis.
Godine 1556. Turci-Osmanlije zauzeli su Kostajnicu - nazvanu vratima Hrvatske. Hrvatska u idućih dva desetljeća gubi Banovinu i umjesto Une posljednja crta obrane prelazi na Kupu gdje dominira utvrda Sisak. U tim protuturskim ratovima svu težinu borbe nosili su hrvatski plemići i velikaši, poglavito Zrinski, Frankopani, Erdödyji i drugi. Oni su svojom upornošću i junaštvom često iznenađivali i tursku i austrijsku stranu i postizali zapažene pobjede koje su davale snagu za nove borbe. Međutim, junački otpor Nikole Šubića Zrinskog u bitci kod Sigeta (u Ugarskoj) kada je 1566. zadržao i iscrpio golemu osmanlijsku silu i spasio Beč, zadivio je tadašnju Europu. Stoga je dobio laskavi naziv hrvatskog Leonide, a danas ga i Hrvati i Mađari smatraju svojim nacionalnim junakom.

## Postanak hrvatsko-slavonske Vojne krajine
Za obranu Hrvatske i Slavonije od stalnih osmanlijskih upada ustrojene su kapetanije u Senju, Ogulinu, Bihaću, Hrastovici, Žumberku, Ivaniću, Križevcima i Koprivnici i tako je pokriveno područje od mora do Drave. I dok su Hrvati za obranu utvrdili Sisak, Habsburgovci su za te svrhe izgradili Karlovac (1579.). Sve kapetanije u Hrvatskoj uskoro su se uredile kao Karlovačka ili Hrvatska krajina, a u Slavoniji kao Slavonska vojna krajina odnosno Varaždinski generalat. Njihovu upravu i financiranje preuzeli su izravno Habsburgovci, a njihovi generali su upravljali njima iz Graza, a kasnije iz Beča. Bio je to čitav niz, pravi sustav vojničkih utvrda, stražarnica (čardaka) koje su imale obrambenu, ali i dojavnu službu. Isto je uređeno i u južnoj Ugarskoj i Erdelju, a nešto slično su imali Kinezi sa svojim čuvenim zidom, Bizantici s tematskim uređenjem i Rusi s kozačkim naseljima.
Između Hrvatske i Slavonske krajine, u Pokuplju, ostavljen je pojas utvrda pod izravnom vlašću hrvatskog bana, pa je stoga nazvan Banskom krajinom ili danas Banovinom. Kasnije su tu postojale pukovnije ili regimente Glina i Petrinja. Osnovni problem Vojne krajine bilo je financiranje, naoružavanje, ali i naseljavanje pustih područja. Budući da je vojničko-krajiška uprava ta područja izuzela, točnije otela iz vlasti hrvatskog Sabora i bana, ona je od kraja 16. i tijekom 17. st. tu naselila Vlahe kojima je morala dati neke privilegije, npr. 1630. tzv. Vlaški statuti (Statuta Valachorum) za Varaždinsku krajinu. Vlasi, koji su bili nomadi, pravoslavne vjere, često su se bunili, a austrijska ih je uprava koristila i za pritisak na Hrvate koji su nastojali sačuvati svoja staleška prava. Pokušaji pokrštavanja Vlaha na grkokatoličku vjeru uglavnom nisu uspjeli.

## Novi osmanlijski napadaji i njihov slom kod Siska 1593.
Bosanski sandžak-beg Ferhat paša počeo je s osvajanjem krajeva između Une i Kupe i u porječju rijeke Gline. Pobijedio je kod Budačkog 1575. pa 1577. zauzeo hrvatske gradove - utvrde: Kladušu, Ostrožac i Zrin, a odmah zatim nakon pete opsade i Gvozdansko. To je upravo onaj prostor koji se najviše usjekao u središnju Hrvatsku u smjeru Karlovca koji je za obranu odmah zatim podignut. U hrvatskim rukama ostao je u pozadini još samo Bihać s okolicom.
Ipak, od 1584. je i hrvatska vojska dobila nekoliko bitaka i najavila konac osmanlijske osvajačke plime. Kad je 1580. Bosna postala pašalukom, Osmanlije se nastoje proširiti i dalje na hrvatsko tlo. To je pokušao islamizirani Hasan-paša Predojević koji je odlučio zauzeti Sisak - tada ključ Hrvatske. Najprije je osvojio Bihać, a zatim podigao na Kupi novu utvrdu Petrinju, da bi zaobišao Sisak. Ipak, nije uspio zauzeti Sisak ni 1592., ni 1593., nego je, naprotiv, doživio sa svojom velikom vojskom katastrofalan poraz na ušću Kupe u Savu, na sisačkom otoku. Bila je to dotad najveća pobjeda kršćanske vojske i godina propasti za Turke - Osmanlije, a najveći uspjeh hrvatskog bana Tome Erdödyja koga je slavila čitava katolička Europa. Sisak je tada, (kao i 1991.), spasio srednju Hrvatsku, poglavito Zagreb od osvajanja i presijecanja njena teritorija.

## Smaknuće Zrinskih i Frankopana 1671.
Poslije turskog poraza pod Siskom nastavljen je dugogodišnji rat između Habsburgovaca i Osmanlija u kome su djelatno sudjelovali i Hrvati pod svojim banovima. Prvi put su kršćanske snage održale ravnotežu, izborile nekoliko pobjeda, a mirom 1606. Hrvatskoj su vraćeni Čazma, Petrinja i Moslavina. Počelo je povlačenje Bošnjaka i regresija osmanlijskih napadaja. Bio je to, ujedno, znak Vlasima, koji su dotada masovno sudjelovali u njihovim pohodima, da napuste stranu koja je počela gubiti i počnu masovnije seliti na kršćansku, habsburšku stranu, na hrvatski povijesni prostor.
Zatišje na istočnoj granici iskoristili su Habsburgovci za ratove u Europi gdje su morali sudjelovati hrvatski plemići, vojnici i krajišnici, npr. u Tridesetogodišnjem ratu od 1618. do 1648. godine. Tu su se istaknuli posebice braća Zrinski, tada najmoćniji hrvatski velikaši i hrvatski banovi. Oni su, kao i čitava Hrvatska, zahtijevali ofenzivu na istoku i vraćanje jos uvijek okupiranih hrvatskih prostora, npr. Bosne, poglavito poslije poraza Turaka kod Sv. Gotharda 1664. Tada su Habsburgovci, kao pobjednici, sklopili nepovoljan mir s Osmanlijskim Carstvom. Budući da je Vašvarski mir potpisan bez znanja i sudjelovanja Hrvata bio je to povod braći Zrinskima da se povezu s ugarskim velikašima i pruže otpor nezakonitim i centralističkim postupcima Habsburgovaca. Zato su zatražili pomoć od Francuske, Poljske, Venecije, Turske, ali su bili iznevjereni, proglašeni uskoro i zavjerenicima a 1671. su ban Petar Zrinski i knez Fran Krsto Frankopan, koji su na vladarevu riječ dosli u Beč, smaknuti u Bečkom Novom Mjestu kao veleizdajnici, a njihova golema imanja su opljačkana i zaplijenjena. Bio je to slom glasovitih hrvatskih magnata, ujedno i kraj njihova roda.

## Croatia redivivaimir u Srijemskim Karlovcima1699.
Osmanlije su posljednji put 1683. skupile golemu vojsku i opkolile Beč, ali su ga ovaj put spasili Poljaci. Turska vojska se povlačila u neredu, a za njom su nastupili Austrijanci, Mađari, Hrvati i drugi. Počeo je veliki rat za oslobođenje u kojem je sudjelovao čitav hrvatski narod, pa je u idućih 15 godina oslobođena čitava Slavonija, Banovina, Lika, Gacka i Krbava. Pojedini su vojskovođe izveli prodore do Sarajeva u Bosni, te čak do Skopja, ali su se morali povući zbog francuskih napadaja na habsburške posjede u Njemačkoj.
Unutar bivših osmanlijskih posjeda buknuli su ustanci pokorenih naroda, brojnih hajdučkih družina, a izvana je napredovala hrvatska i carska vojska. U tim borbama istaknuli su se u Slavoniji franjevac Luka Ibrišimović i u Lici svećenik Marko Mesić. Oni su vodili ne samo ustanak, nego okupljali i naseljavali narod na oslobođena područja. Prema prvom povoljnom, zapravo pobjedničkom, miru u Srijemskim Karlovcima 1699. oslobođena je čitava Ugarska. Hrvatska vojska je vratila okupirani dio Slavonije i Srijema, kao i prije spomenuti banovinsko-lički prostor. Hrvatska, koja je osmanlijskim osvajanjima privremeno izgubila četiri petine svoga povijesnog teritorija povećala se tada za vise nego dvostruko i imala oko 40.000 km2. Istodobno su brojni muslimani i islamizirani katolici kao i pravoslavni Vlasi optirali u Bosnu i Hercegovinu, a otud je više desetaka tisuća katolika-Hrvata, tzv. Šokaca prešlo Savu i naselilo se u Slavoniji i Podunavlju.
I usprkos tome što je Venecija kao sudionik rata uspjela proširiti svoje posjede na štetu hrvatskih povijesnih i etničkih teritorija u Dalmaciji, ipak mozemo prihvatiti mišljenje hrvatskog znanstvenika i sudionika u tim zbivanjima Pavla Rittera Vitezovića kako je to bila Croatia rediviva (tj. oživljena Hrvatska).

## Upravna podjela
Širenjem osmanske vlasti u 15. i 16. stoljeću, novoosnovani sandžaci u Srbiji, Grčkoj, Albaniji, Bosni, Hercegovini, Crnoj Gori i dijelovima Hrvatske, pripojeni su Rumelijskom ajaletu. Osnivanjem Budimskog beglerbegluka (pašaluka) 1541. godine, izdvojeni su Zvornički, Srijemski i Požeški sandžak iz Rumelijskog i pripojeni Budimskom pašaluku.
Zapadni dio Slavonije sve do Čazme, osvojen između 1542. i 1552., bio je priključen Bosanskom sandžaku. Kad je 1557. osnovan Čazmanski sandžak, nije pripojen Budimskom nego Rumelijskom beglerbegluku. Provodeći novu upravnu podjelu 1580. osnivanjem Bosanskog pašaluka izdvojeni su Čazmanski, tada već Pakrački, Požeški i Zvornički sandžak iz Rumelijskog i Budimskog i pripojeni Bosanskom pašaluku.
Nakon zauzimanja Kaniže (Nagykanizsa) u jugozapadnom dijelu Ugarske 1600. i osnivanja Kaniškog ajaleta, izvršena je posljednja upravna promjena, pa je Požeški sandžak izdvojen iz Bosanskog i pripojen Kaniškom ajaletu, dok je Pakrački, odnosno Cernički sandžak zadržao svoje mjesto u Bosanskom pašaluku, u čijem će sastavu oni ostati sve do kraja osmanske vladavine.
Nakon zauzimanja Klisa 12. ožujka 1537. osnovan je Kliški sandžak. Osnivanjem Kliškog sandžaka bilo je smanjena područje Bosanskog sandžaka, jer su u njegov sastav ušli svi osmanski posjeda sjeverozapadno od Solina, u jugozapadnom dijelu Bosne, Krbavi i Lici. Njegovo službeno sjedište bilo je u Klisu, iako su kliški sandžakbegovi uglavnom stolovali u Livnu. Krčko-lički sandžak nastao je izdvajanjem iz Kliškog sandžaka (oko 1579.) Sjedište Krčko-ličkog sandžaka bilo je u Kninu ili povremeno u Udbini.
Postoji još i sandžaci koji su kratko postojali ili nisu ni postojali, a ipak se spominju u raznim izvorima. Sandžak Osijek je sigurno postojao, ali je teško odrediti kada je osnovan (vjerojatno iza 1540.), a kada ukinut. Spominju se još i sandžaci Orahovica te Valpovo, ali vjerojatno nisu postojali.

## Društveni odnosi
Na osvojenim prostorima Hrvatske osmanska je vlast uspostavila timarsko-spahijski sustav kao poseban oblik feudalnih društvenih odnosa. Prema tome sustavu sva zemlja i svi prihodi sa zemlje, bez obzira na njihov izvor, bili su sultanovo, odnosno državno dobro (erazimiri) osvojeno sabljom (kilif) u pobjedonosnom i svetom ratu (gaza) osmanske vojske. Društvena i politička osnova tog sustava temeljila se na islamskim institucijama i naturalnom gospodarstvu. S obzirom na feudalni karakter spahijsko-timarskog sustava, cjelokupno društvo dijelilo se na dva osnovna sloja: vladajući vojno-feudalni i podložnu raju.